# Kein schöner Land (Fernsehserie)
Kein schöner Land ist eine Politsatire, die unter Regie von Klaus Emmerich am 13. September 1985 das erste Mal ausgestrahlt und in sechs Teilen im WDR lief. Die Drehbücher schrieben Elke Heidenreich und Bernd Schroeder.

## Inhalt
Robert Riedinger soll mithilfe des Geschenkartikelherstellers Max König in den Wahlkampf einsteigen und Bundestagsabgeordneter werden. Ausgerechnet jetzt fällt ihm seine Familie mit antiautoritärem Gebaren in den Rücken.
Riedinger wird nur „Sargkandidat“, kann aber nach dem überraschenden Tod eines Abgeordneten nachrücken. Während sich der frischgebackene Parlamentarier nun mit Journalisten, Zimmerwirtinnen und der Bürokratie herumschlagen muss, geht es zu Hause drunter und drüber. Für seine Frau Ulla werden alte emanzipatorische Träume wahr, und Tochter Carmen fängt an, sich für Benachteiligte einzusetzen, während Oma beim Stehlen erwischt wird und der Sohn homosexuell ist.